# Jordan Sarrou
Jordan Sarrou (nascut el 9 desembre 1992) és un ciclista de muntanya de la modalitat de cross-country olímpic (XCO) que actualment competeix per l'equip UCI Absolut–Absalon–BMC. Va guanyar el Campionat del Món de XCO (cross-country olímpic) a Leogang, Àustria l'any 2020. També ha competit a la modalitat de ciclisme de carretera poc freqüentment, acabant tercer en la Ruta d'Or de 2014. Participa a la UCI Mountain Bike World Cup en totes les seves edicions des dels seus inicis en la categoria Júnior.

## Resultats importants
| Campionats del Món  | Campionats del Món             | Campionats del Món | Campionats del Món          |
| Any                 | Lloc                           | Medalla            | Competició                  |
| ------------------- | ------------------------------ | ------------------ | --------------------------- |
| 2012                | Leogang/Saalfelden ( Àustria)  | 2                  | Cross-country relay (XCR)   |
| 2013                | Pietermaritzburg ( Sud-àfrica) | 2                  | Cross-country relay (XCR)   |
| 2014                | Hafjell/Lillehammer ( Noruega) | 1                  | Cross-country relay (XCR)   |
| 2015                | Vallnord ( Andorra)            | 1                  | Cross-country relay (XCR)   |
| 2016                | Nové Město ( Txèquia)          | 1                  | Cross-country relay (XCR)   |
| 2017                | Cairns ( Austràlia)            | 3                  | Cross-country relay (XCR)   |
| 2019                | Mont-Sainte-Anne ( Canadà)     | 3                  | Cross-country relay (XCR)   |
| 2020                | Leogang ( Àustria)             | 1                  | Cross-country olímpic (XCO) |
| 2020                | Leogang ( Àustria)             | 1                  | Cross-country relay (XCR)   |
| Campionats Europeus |                                |                    |                             |
| Any                 | Lloc                           | Medalla            | Competició                  |
| 2014                | St. Wendel ( Alemanya)         | 1                  | Cross-country relay (XCR)   |
| 2016                | Huskvarna ( Suècia)            | 2                  | Cross-country relay (XCR)   |
| 2020                | Monteceneri ( Suïssa)          | 2                  | Cross-country relay (XCR)   |